# Тури (Мінська область)
Тури (біл. вёска Туры) — село в складі Смолевицького району Мінської області, Білорусь. Село підпорядковане Курганській сільській раді, розташоване в центральній частині області.